# Parapelophryne scalpta
Parapelophryne scalpta är en groddjursart som först beskrevs av Liu, Hu in Liu, Hu, Fei och Huang 1973.  Parapelophryne scalpta ingår i släktet Parapelophryne och familjen paddor. IUCN kategoriserar arten globalt som starkt hotad. Inga underarter finns listade i Catalogue of Life.